# برتخم‌نشینی
برتخم‌نشینی یا برتخم‌خوابی (به انگلیسی: Egg incubation) اشاره به فرایندی دارد که طی آن برخی جانوران تخم‌گذار بر روی تخم‌هایشان می‌نشینند در این دوره فرایند رشد رویان درون تخم‌ها تکمیل می‌شود. در برخی جانداران مانند خزندگان دمای مشخصی برای رشد رویان لازم نیست بلکه دما در جنسیت جنین در تخم اثر می‌گذارد در حالی که در پرندگان جنسیت به صورت ژنتیکی تعیین می‌شود و دمای مشخصی لازمهٔ رشد جنین و یک تخم‌نشینی موفق است. تمایل ماکیان به تخم‌نشینی و دگرگونی‌هایی که در بدنشان رخ می‌دهد را کرچ شدن می‌گویند. بیشتر ماکیان در این فرایند زادگیری گزینشی دارند تا نسل بهتر و بیشتری داشته باشند.
مدت تخم نشینی برای برخی پرندگان در جدول زیر آمده است:
| پرنده               | روزهای برتخم‌نشینی      |
| ------------------- | ---------------------- |
| قناری اهلی          | ۱۳                     |
| بلدرچین ژاپنی       | ۱۶–۱۸                  |
| کبوتر               | ۱۶–۱۹                  |
| مرغ                 | ۲۱                     |
| بلدرچین تپه‌ای شمالی | ۲۳–۲۴                  |
| قرقاول (سرده)       | ۲۴–۲۶                  |
| مکائو سرخ‌فام        | ۲۶                     |
| غاز                 | ۲۸–۳۳                  |
| مرغابی              | ۲۸، مرغابی اسرائیلی ۳۵ |
| بوقلمون             | ۲۸                     |
| قو                  | ۳۵                     |
| شترمرغ              | ۴۲                     |

## پستانداران
پستانداران بسیار کمی تخم می‌گذارند شناخته شده‌ترین آن‌ها، نوک‌اردکی است که به مدت ۲۸ روز، رشد تخم درون‌رحمی دارد و پس از آن ۱۰ روز نیز در محیط بیرون بر روی تخم می‌خوابد (برخلاف تخم مرغ که یک روز درون‌رحمی دارد و ۲۱ روز در محیط بیرون).
پس از گذاشتن تخم، جنس ماده به دور تخم می‌پیچد و از آن نگهداری می‌کند. دورهٔ تخم‌نشینی سه بخش دارد: در بخش نخست، رویان هیچ اندام زیستی فعالی ندارد و برای زنده ماندن تنها وابسته به کیسه زرده است هرچه جنین بیشتر رشد می‌کند میزان بیشتری از زرده مصرف می‌شود. در بخش دوم انگشتان پدید می‌آیند و در بخش سوم دندان تخم‌شکن پدید می‌آید. تنها پستاندار تخم‌گذار دیگر مورچه‌خورک است.
پژوهش‌های تازه نشان داده است که پوستهٔ تخم‌ها دارای دو نانوسازه است که لایهٔ بیرونی و درونی دارد ساختار درونی پوسته از جنس پروتئینی به نام استئوپونتین است که در بافت دندان و استخوان نیز یافت می‌شود. لایهٔ درونی نازک‌تر است چون در جریان رشد جنین و فرایند تخم‌نشینی جنین از این پروتئین تغذیه می‌کند تا بعداً استخوان‌های قوی تری داشته باشد.

## ماهیان و خزندگان
ماهی‌ها دورهٔ تخم‌نشینی ندارند تنها برخی از آنها دورهٔ دهان‌پروری دارند و تا هنگامی که بچه ماهی‌ها از تخم بیرون نیامده اند چیزی نمی‌خورند.